# خوسيه آرون ألفارادو نيفيس
خوسيه آرون ألفارادو نيفيس (بالإسبانية: José Aarón Alvarado Nieves)‏ هو مصارع رياضي مكسيكي، ولد في 9 مايو 1966 في مدينة مكسيكو في المكسيك، وتوفي في 27 أكتوبر 1999.